# Leave Before You Love Me
«Leave Before You Love Me» es una canción del productor discográfico estadounidense Marshmello junto al grupo Jonas Brothers. Se lanzó como sencillo el 21 de mayo de 2021. La canción sirvió como el primer lanzamiento de los Jonas Brothers en 2021.

## Antecedentes
Se anunció el 20 de mayo de 2021, un día antes del lanzamiento de la canción, en el que se podía escuchar un fragmento de la canción si si se pre-guardada previamente.  Se publicó un video con letra en el canal de YouTube de los Jonas Brothers el mismo día de su lanzamiento. 

## Composición
La canción es una«dulce balada pop enganchada» que presenta "palmadas, un ritmo y el tipo de vibra que debería romper corazones en todo el mundo». Fue producida por Marshmello y coproducido por Alesso, Digital Farm Animals y Heavy Mellow, los tres productores escribieron la canción junto a Geoff Morrow, Richard Boardman y Pablo Bowman de The Six, Christian Arnold, David Martin, Phil Plested y Will Vaughan. Esta canción interpola la canción de David Martin «Can't Smile Without You» en su estribillo.
La programación fue manejada únicamente por Marshmello y la mezcla y masterización estuvo a cargo de Manny Marroquin, quien también dirige el papel del personal del estudio en la creación de la canción. De las contribuciones individuales de los miembros de los Jonas Brothers a la canción, los hermanos Nick y Joe se encargaron de la voz y Kevin tocó la guitarra.

## Video musical
El video musical oficial de la canción, dirigido por Christian Breslauer, fue lanzado al canal de YouTube de Marshmello el 24 de mayo de 2021. Los artistas actúan en un metro y en un techo por la noche. Las imágenes se abren con Nick de la banda sentado solo en un tren subterráneo antes de unirse a sus compañeros y Marshmello en la plataforma del metro y más tarde en un techo. Él y su hermano mayor Joe cantan sobre el arrepentimiento y seguir adelante antes de que sobrevenga más angustia.

## Presentaciones en vivo
Marshmello y los Jonas Brothers interpretaron la canción en los Billboard Music Awards 2021 el 23 de mayo de 2021, dos días después del lanzamiento de la canción. La banda también interpretó «Sucker», «Only Human», «Remember This» y «What a Man Gotta Do».

## Posicionamiento en listas
| Listas (2021)                          | Mejor posición |
| -------------------------------------- | -------------- |
| Australia (ARIA)                       | 33             |
| Bélgica (Ultratop 50) Flanders         | 47             |
| Bélgica (Ultratop 50) Wallonia         | 35             |
| Canadá (Canadian Hot 100)              | 20             |
| Canadá (AC)                            | 25             |
| Canadá (CHR/Top 40)                    | 17             |
| Canadá (Hot AC)                        | 15             |
| Estados Unidos (Billboard Hot 100)     | 37             |
| Estados Unidos (Adult Contemporary)    | 28             |
| Estados Unidos (Adult Top 40)          | 16             |
| Estados Unidos (Mainstream Top 40)     | 17             |
| Estados Unidos (Rolling Stone Top 100) | 58             |
| Global 200 (Billboard)                 | 56             |
| Hungría (Single Top 40)                | 29             |
| Irlanda (IRMA)                         | 44             |
| Japón (Hot Overseas)                   | 7              |
| Lituania (AGATA)                       | 51             |
| México (Mexico Airplay)                | 29             |
| Nueva Zelanda (RMNZ)                   | 17             |
| Países Bajos (Dutch Top 40)            | 25             |
| Países Bajos (Single Top 100)          | 53             |
| Reino Unido (Official Charts Company)  | 35             |
| Polonia (Polish Airplay Top 100)       | 33             |
| Rumania (Airplay 100)                  | 48             |
| Singapur (RIAS)                        | 17             |

## Historial de lanzamiento
| País   | Fecha              | Formato                     | Discográfica     | Ref   |
| ------ | ------------------ | --------------------------- | ---------------- | ----- |
| Varios | 21 de mayo de 2021 | Descarga digital, streaming | Republic Records | [ 2 ] |